# Эссе, Сантьяго
Сантьяго Эссе (исп. Santiago Hezze; род. 22 октября 2001, Буэнос-Айрес) — аргентинский футболист, полузащитник клуба «Олимпиакос». Участник Олимпийских игр 2024 в Париже.

## Клубная карьера
Эссе — воспитанник клуба «Уракан». 15 февраля 2020 года в матче против «Альдосиви» он дебютировал в аргентинской Примере. 14 декабря в поединке против «Индепендьенте» Сантьяго забил свой первый гол за «Уракан». 7 апреля 2023 года в матче Южноамериканского кубка против парагвайского «Гуарани» он забил гол. Летом 2023 года Эссе перешёл в греческий «Олимпиакос». 27 августа в матче против «Атромитоса» он дебютировал в греческой Суперлиге. 

## Международная карьера
В 2024 году Эссе в составе олимпийской сборной Аргентины принял участие в Олимпийских играх в Париже. На турнире он сыграл в матчах против команд Марокко, Ирака и Украины.